# Biblioteca Marsh
La biblioteca Marsh (en inglés Marsh's library) es una biblioteca situada en St. Patrick´s Close en Dublín, Irlanda. Esta biblioteca pública es la más antigua de Irlanda puesto que fue fundada por el arzobispo Narciso Marsh en 1701, deán de la cercana catedral de San Patricio, aunque fue abierta al público a partir de 1707.El edificio ocupa un lugar próximo a la catedral de San Patricio siendo su arquitecto William Robinson.
La biblioteca posee libros de gran valor, destacando los de los siglos XVI, XVII y XVIII. En total reúne unos 25 000 ejemplares divididos en cuatro colecciones principales: Stillingfleet, Bouhereau, Marsh y Stearne.
Al ser una biblioteca dependiente de la iglesia, gran parte de los libros guardados son obras litúrgicas, misales, breviarios, libros de horas del uso Sarum, biblias impresas en casi todas las lenguas, mucha teología y polémica religiosa. Pero se puede encontrar también libros sobre otras materias: científicos, matemáticos, musicales, literatura variada, ensayos, etc.
De las cuatro colecciones destaca la colección perteneciente a Edward Stillingfleet, obispo de Worcester. Edward vendió su colección de unos 10 000 ejemplares al deán Marsh en 1705 por la cantidad de 2.500 £.
Las colecciones se completan con mapas, manuscritos y unos ochenta incunables, uno de los más valiosos un volumen de Cartas a sus amigos de Cicerón fechado en Milán en 1472. 
Durante la rebelión ocurrida en 1916 en Irlanda, conocida como Alzamiento de Pascua, la biblioteca se vio afectada por los disparos de una ametralladora durante los enfrentamientos,  dejando una serie de libros dañados. Dichos libros no fueron reparados ya que se consideran parte de la historia de la biblioteca.

## Bibliotecarios
- Elias Bouherau (1701 - 1719)
- Robert Dougatt (1719 - 1730)
- John Wynne (1730 - 1762)
- Thomas Cobbe (1762 - 1766)
- William Blackford (1766 - 1773)
- William Cradock (1773 - 1776)
- Thomas Cradock (1776 - 1815)
- Thomas R. Cradock (1815 - 1841)

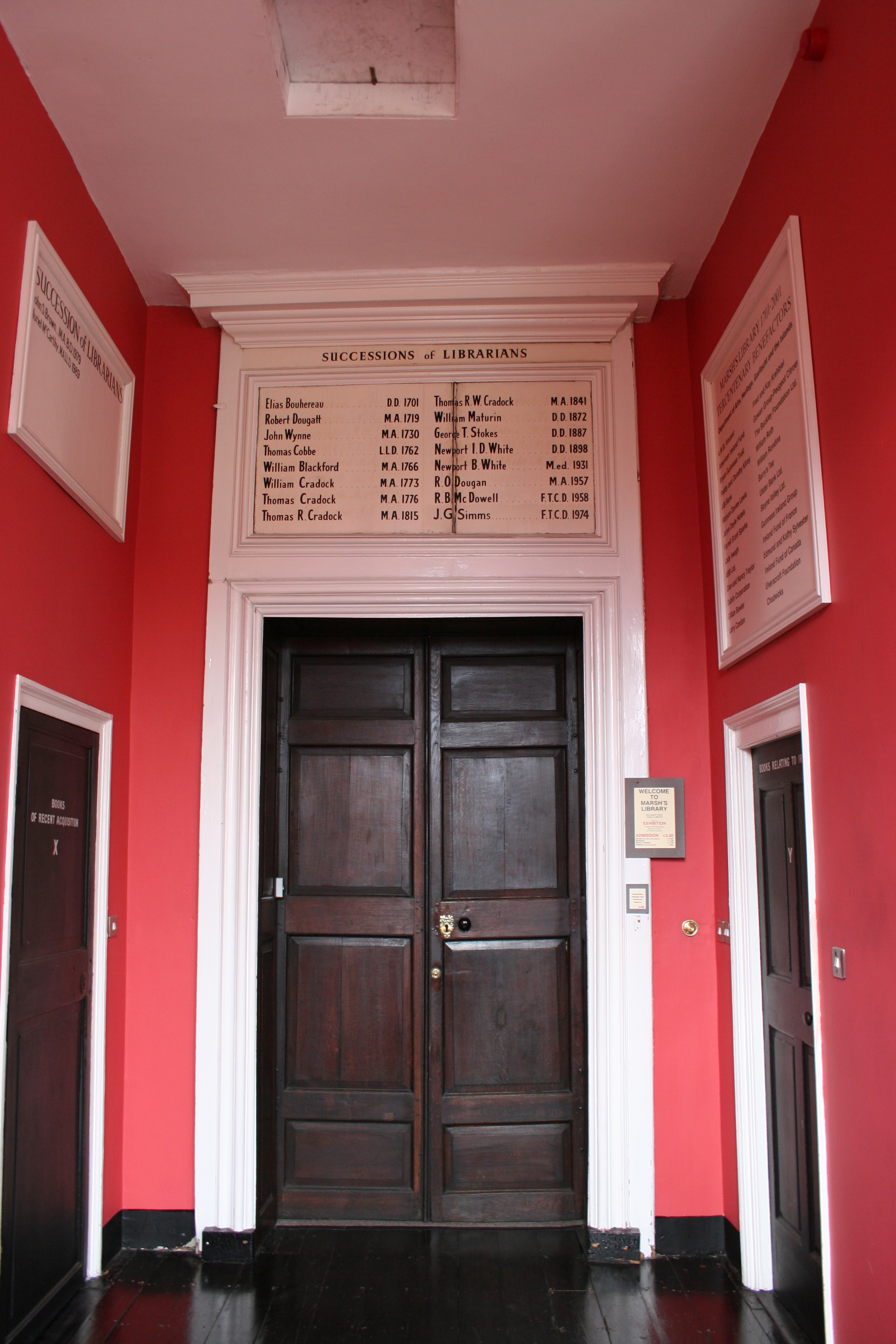
Puerta de entrada a la biblioteca.

- Thomas R.W. Cradock (1841 - 1872)
- William Maturin (1872 - 1887
- George T. Stokes (1887 - 1898)
- Newport I.D. White (1898 - 1931)
- Newport B. White (1931 - 1957)
- R.O. Dougan (1957 - 1958)
- R.B. MacDowell (1958 - 1974)
- J.G. Simms (1974 - 1979)
- John S. Brown (1979 - 1989)
- Muriel McCarthy (1989 -2011 )
- Dr. Jason McElligot (2011-)